# Brloh pod Kletí
Brloh (deutsch Berlau) ist eine Gemeinde in der Region Jihočeský kraj (Tschechien). Sie erstreckt sich beiderseits des Křemžský potok im Blanský les.

## Geographie

### Gemeindegliederung
Die Gemeinde Brloh besteht aus den Ortsteilen
- Brloh (Berlau)
- Janské Údolí (Johannesthal)
- Jaronín (Jaronin)
- Kovářov (Schmiedhäuser)
- Rojšín (Roisching)
- Rychtářov (Richterhäuser)
- Sedm Chalup (Siebenhäuser)

Grundsiedlungseinheiten sind Brloh, Janské Údolí, Jaronín, Kovářov, Kuklov (Guglwaid), Kuklov-Na Lazích, Rohy (Oberhäuser), Rojšín, Rychtářov und Sedm Chalup.
Das Gemeindegebiet gliedert sich in die Katastralbezirke Brloh pod Kletí, Janské Údolí, Janské Údolí-Kovářov, Jaronín, Jaronín-Kuklov und Rojšín.

### Nachbargemeinden
| Lhenice |                                             | Záboří u Českých Budějovic |
| Ktiš    | Kompassrose, die auf Nachbargemeinden zeigt | Nová Ves u Brloha          |
|         | Chvalšiny                                   | Křemže                     |

## Geschichte
1310 wurde die Frongemeinde der Rosenberger erstmals erwähnt. 1418 wurde die Fron nach dem Tod von Ulrich II. von Rosenberg aufgehoben. Durch ihre Lage auf dem direkten Weg von Prachatitz nach Budweis erlebten die Bewohner im Mittelalter jeden Krieg hautnah mit. 1660 bekam der Ort die erste Schule, an der im 19. Jahrhundert zweisprachig unterrichtet wurde (deutsch/tschechisch). Neben Landwirten fanden die Bürger Auskommen in der Holzbearbeitung und durch Webarbeiten.

## Sehenswürdigkeiten
- Kirche des Hl. Simon, ursprünglich Kirche der Hl. Margarethe, gebaut von Peter I. von Rosenberg 1340, 1697 bis 1704 im Barockstil umgebaut.
- Kapellen
- Ruine von Burg und Kloster Kuklov in dem zur Gemeinde gehörenden Ortsteil Jaronín.

Ruine des Klosters Kuklov
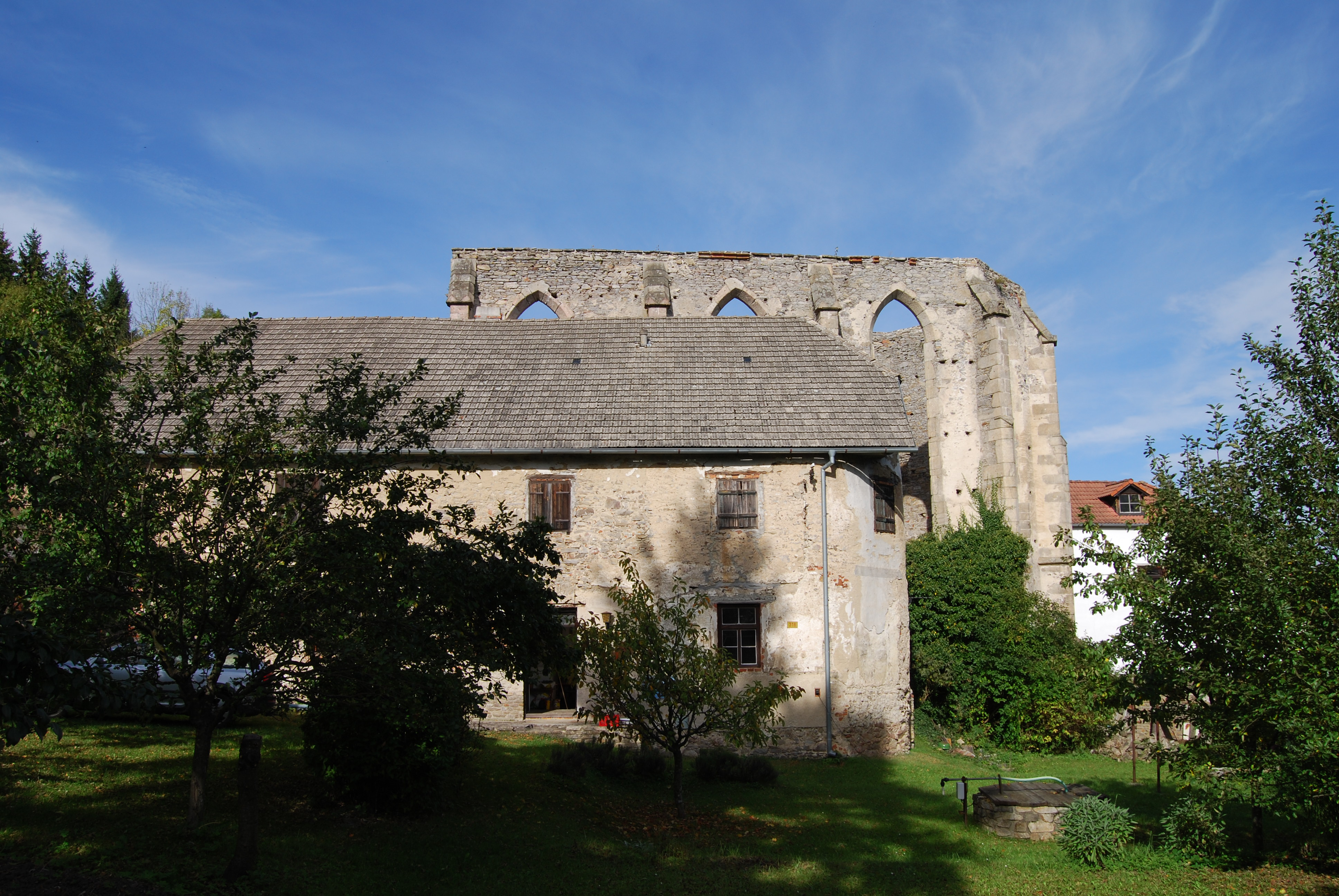
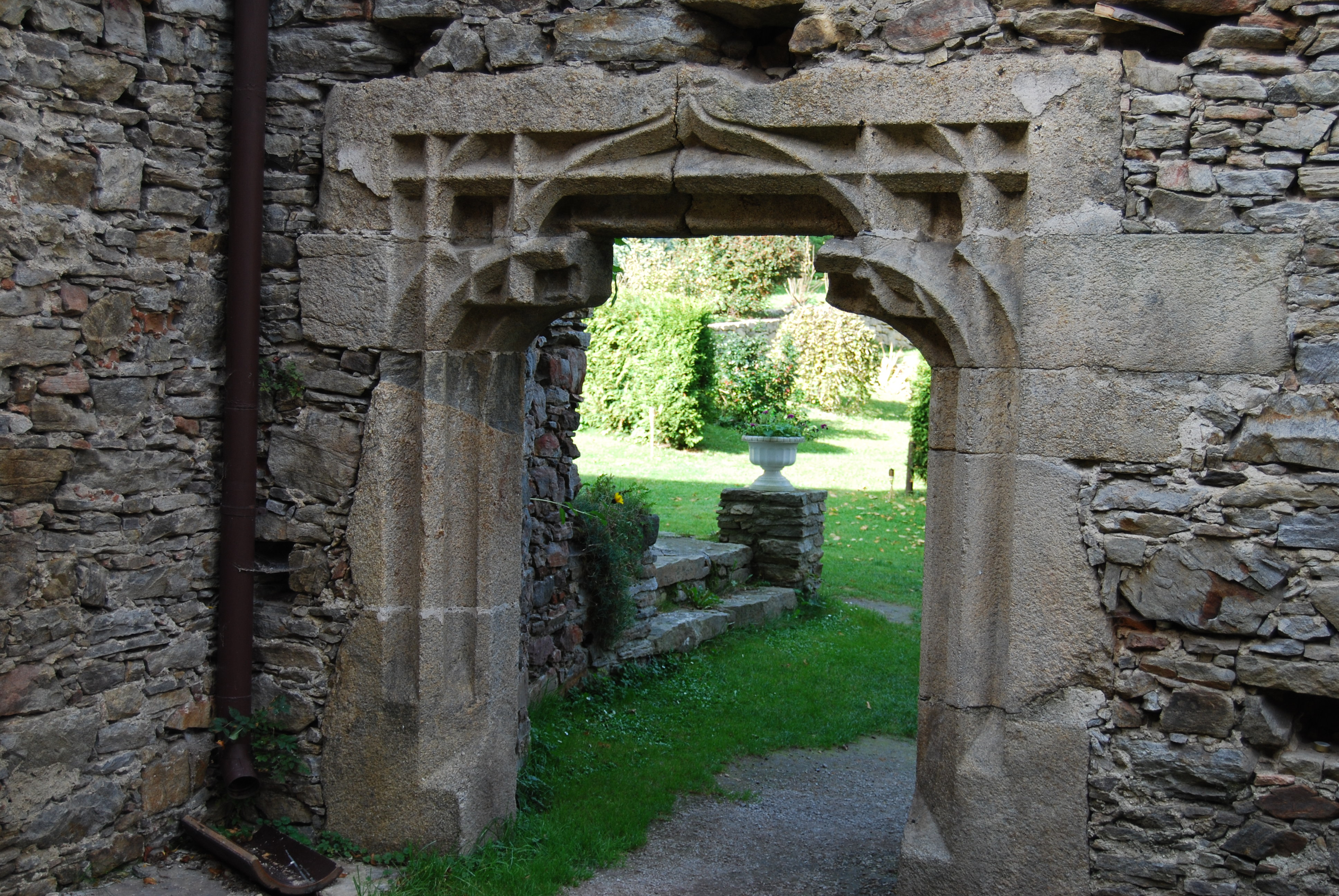
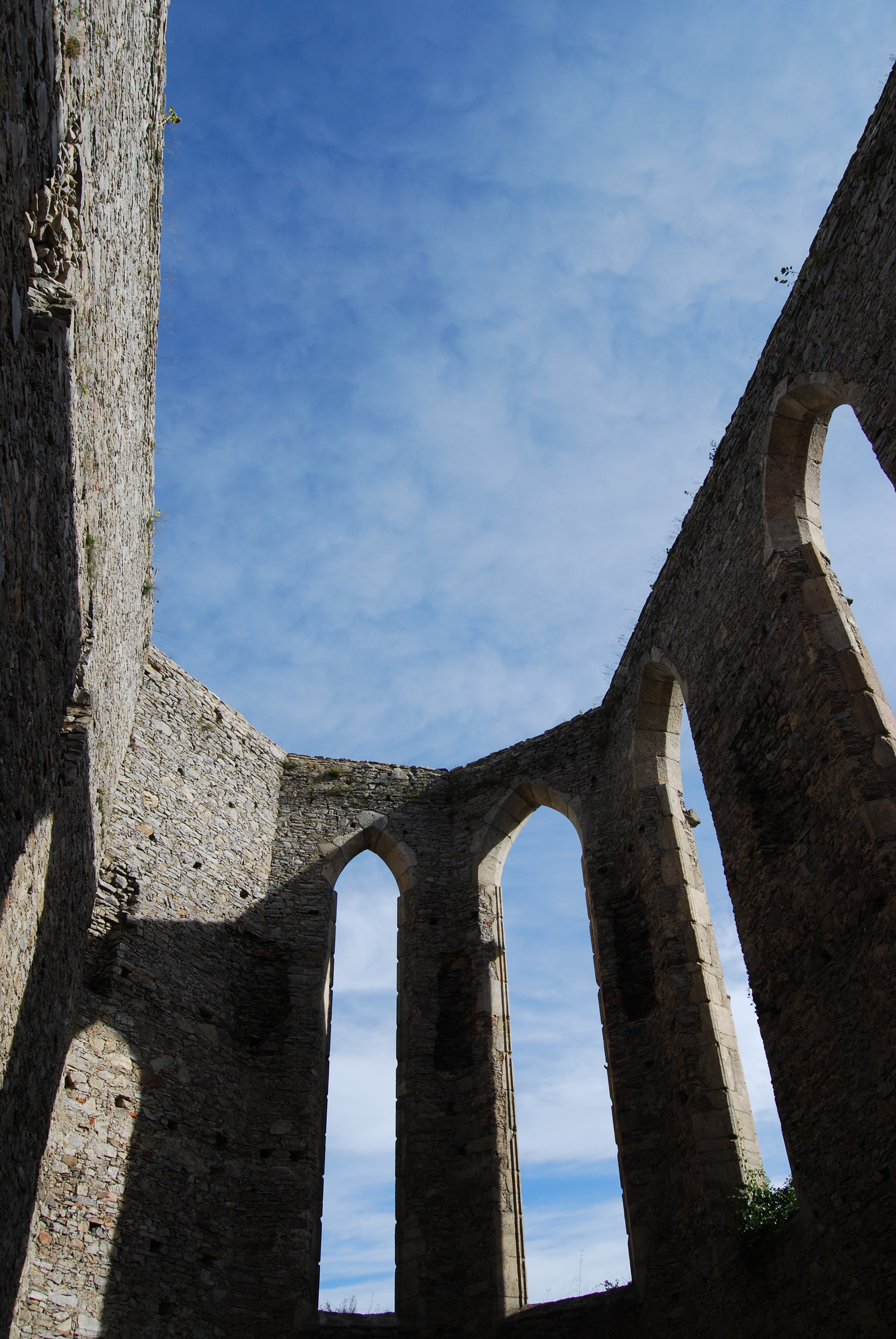
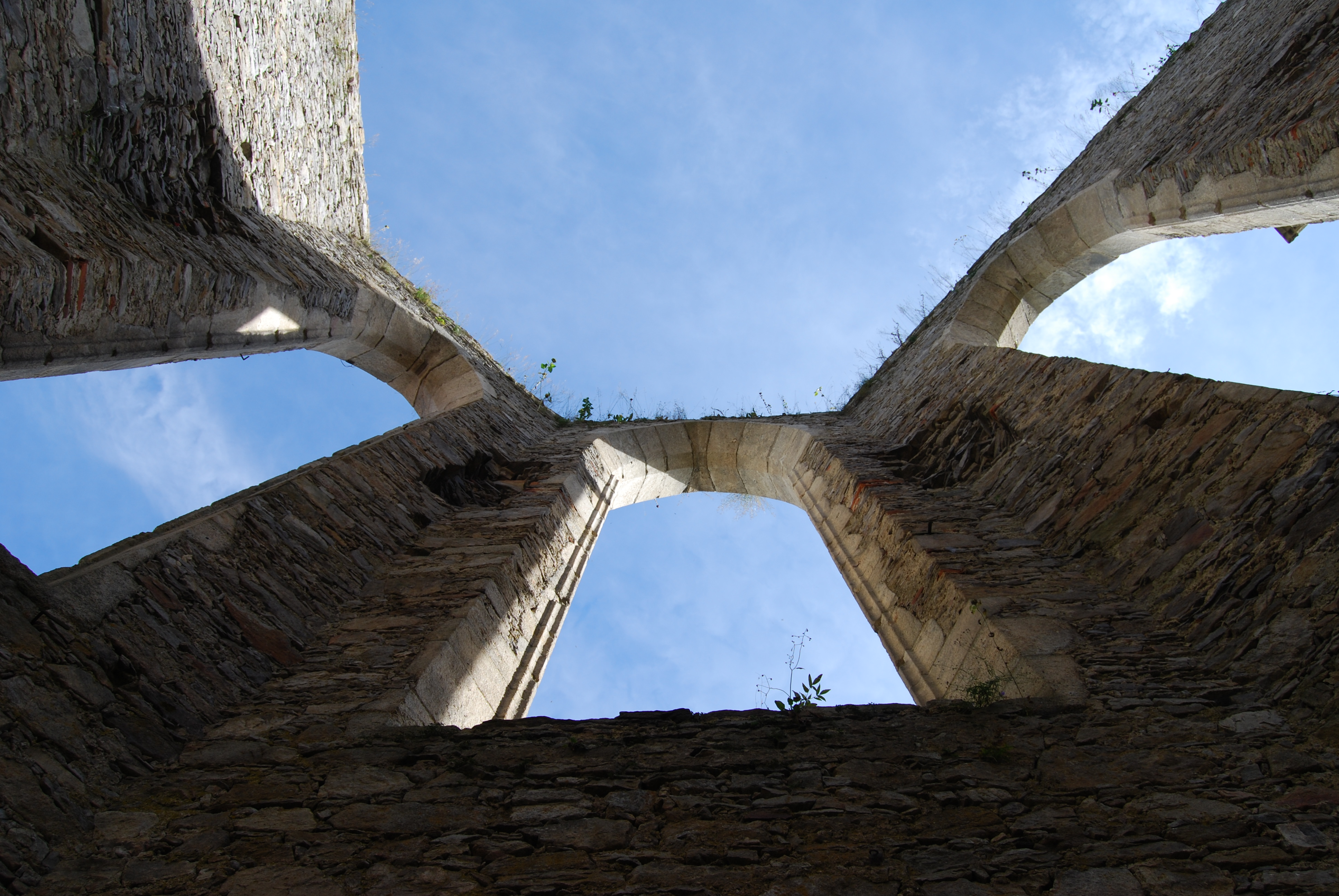